# Marco Balzano
Marco Balzano (Milano, 6 giugno 1978) è uno scrittore, poeta e italianista italiano.

## Biografia
Marco Balzano è nato a Milano, dove lavora come docente di lettere e di scrittura. È sposato e ha due figli. 
Dottore di ricerca con una tesi su Giacomo Leopardi, vincitore del Premio Centro Nazionale di Studi Leopardiani, esordisce nel 2007 con la raccolta di poesie Particolari in controsenso (Ed. Lieto Colle). Ha pubblicato su varie riviste (tra cui: Rivista di storia della filosofia, Rivista pascoliana, Lettere italiane, Giornale storico della letteratura italiana) articoli e saggi su Dante, Leopardi, Belli, Pascoli. 
Nel 2010 pubblica il suo primo romanzo, Il figlio del figlio (Avagliano). Il libro viene tradotto in tedesco nel 2011.
Nel 2014 con Pronti a tutte le partenze (Sellerio) si aggiudica il Premio Flaiano per la Narrativa. Il libro viene tradotto in Francia nel 2015.
L'anno successivo, sempre per i tipi di Sellerio, pubblica il suo terzo romanzo, L'ultimo arrivato con il quale si aggiudica l'edizione 2015 del Premio Campiello. Il romanzo viene tradotto in Francia, Germania, Olanda e Spagna. 
Nel 2017, per il venticinquesimo anniversario della morte di Paolo Borsellino, cura insieme a Gianni Biondillo la raccolta di racconti L'agenda ritrovata. Sette racconti per Paolo Borsellino, edito da Feltrinelli.
Nel 2018 cambia casa editrice e pubblica Resto qui, il suo quarto romanzo, con Einaudi; il libro si classifica secondo al Premio Strega e vince molti premi, tra cui il Premio Mario Rigoni Stern  e il Premio Bagutta. Il libro viene tradotto in Francia, dove vince il Prix Méditerranée, in Germania, dove vende in pochi mesi centomila copie, e in altri ventotto paesi. 
Nel 2019 pubblica Le parole sono importanti, un saggio divulgativo sull'etimologia e la storia delle parole, in cui l'autore analizza dieci vocaboli di uso comune che politica, pubblicità e media alterano o semplificano. Di frequente è stato ospite della trasmissione Miracolo italiano, in onda su Radio 2, con una rubrica che portava il titolo del volume.
Balzano, sempre nello stesso anno, conduce la trasmissione televisiva Prof - La scuola siamo noi in onda su La EFFE, in cui l'autore intervista otto insegnanti della scuola pubblica che hanno messo in atto nuove pedagogie e nuovi modi di fare scuola.
Nel 2021, sempre per Einaudi, esce il suo quinto romanzo, Quando tornerò. Nello stesso anno l'autore registra per Audible La storia delle storie. Le avventure della parola, un podcast in dieci puntate in cui racconta, insieme a diversi ospiti, come sono cambiate nei secoli le parole e le narrazioni, dal mondo dell'oralità a quello della scrittura, dalla carta allo schermo. Il programma è stato scritto da Balzano insieme ad Andrea Piana ed è accompagnato dalle letture di Federica Fracassi. Come testimonial della nuova edizione del dizionario Zingarelli, edito da Zanichelli, scrive la definizione d'autore di 50 lemmi il cui significato è cambiato negli anni.
Nel 2022 escono per Einaudi la raccolta di poesie Nature umane, in cui confluisce una scelta di testi dalle raccolte precedenti e un cospicuo numero di poesie inedite. La quarta di copertina è firmata da Fabio Pusterla, e per Giangiacomo Feltrinelli Editore Cosa c'entra la felicità? Una parola e quattro storie, un saggio divulgativo sull'etimologia della parola "felicità" in greco, latino, ebraico e inglese, partendo dalle quali l'autore racconta quattro visioni diverse di un concetto sfuggente, complesso e abusato come la felicità. Il regista Christoph Nix mette in scena Ich bleibe hier/Resto qui, con un testo che alterna tedesco e italiano. Lo spettacolo fa il tutto esaurito nelle tournée dei paesi germanofoni.  
Nel 2023 esce Café Royal (Einaudi), un romanzo corale ambientato a Milano.   
Nel 2024 scrive per il Piccolo Teatro di Milano la drammaturgia dello spettacolo Ho solo raccontato i fatti. Matteotti in Parlamento, letto e interpretato da Lino Guanciale.     
Sempre in quest'anno esce Bambino, sempre per Einaudi, esce il suo settimo romanzo, ambientato a Trieste nella prima metà del Novecento.     
Collabora con le pagine culturali del Corriere della Sera e insegna scrittura presso l'Università Vita e Salute del San Raffaele di Milano, presso la Scuola Holden di Torino e la Scuola Belleville di Milano.

## Opere

### Narrativa
- Il figlio del figlio (2010), Avagliano, ISBN 978-88-8309-288-6 ; ripubblicato con una nota di Luisa Adorno da Sellerio (2016) e da Einaudi (2022).
- Pronti a tutte le partenze (2013), Sellerio, ISBN 978-88-3892-913-7
- L'ultimo arrivato (2014), Sellerio, ISBN 978-88-389-3255-7
- Resto qui, Einaudi editore  (2018), ISBN 9788806237417
- Quando tornerò, Einaudi editore (2021), ISBN 9788806247270
- Café Royal, Einaudi editore (2023), ISBN 9788806259563
- Bambino, Einaudi editore (2024)

### Poesia
- Particolari in controsenso (2007), Ed. Lieto Colle
- Mezze verità (2012), Ed. La vita felice
- Nature umane (2022), Einaudi

### Racconti
- Primi giorni di scuola, in AA. VV., Milano, Sellerio 2015.
- Come l'amore, in AA. VV., Che cosa ho in testa (a cura di Alberto Rollo), Baldini & Castoldi 2017.
- I Marcantoni, in AA. VV., Together, Grazia 2019.
- Mimì, in AA. VV., Indifferenza (a cura di Giovanni Accardo), alphabeta Verlag 2020.
- MEC, in AA. VV., Le ferite (a cura di Caterina Bonvicini), Einaudi 2021.
- L'estate della neve, Italo Svevo edizioni 2022.
- Capolinea, si prega di scendere, in AA. VV., Le rose a dicembre. Racconti dalla notte degli archivi, Mondadori 2022.
- Il chiodo, in K, vol. 6, Linkiesta, 2023.
- Stare scomodi, in AA. VV., Dove si scrive, come si scrive, Rizzoli 2023, a cura di Carlotta Sanzogni, foto di Pietro Baroni.

### Saggi
- I confini del sole. Leopardi e il Nuovo Mondo (2008), Marsilio, ISBN 978-88-317-9549-4
- Gli assurdi della politica. Odio e amore nel pensiero di Leopardi (2014), Unicopli, ISBN 978-88-400-1790-7
- Le parole sono importanti. Dove nascono e cosa raccontano (2019), Einaudi editore, EAN 9788806241773
- Liber, Colti, Torino 2019.
- Cosa c'entra la felicità? Una parola e quattro storie (2022), Feltrinelli, ISBN 978-88-07-49328-7

### Curatele
- (con Gianni Biondillo) L'agenda ritrovata. Sette racconti per Paolo Borsellino (2017), Feltrinelli, EAN 9788807032523
- (introduzione a) Nuto Revelli, La strada del davai, Einaudi 2020.
- (introduzione a) Mario Tobino, Biondo era e bello, Mondadori 2021, EAN 9788804735663
- (introduzione a) Mario Rigoni Stern, L'ultima partita a carte, Einaudi 2021.
- (introduzione a) Beppe Fenoglio, Diciotto racconti, Einaudi 2024.

### Libri per bambini
- Ti ricordi, papà? (Illustrazioni di Riccardo Guasco), Feltrinelli Kids, 2023, ISBN 978-88-07-92392-0

### Podcast
- La storia delle storie. Le avventure della parola, Audible 2021.
- La scuola di domani, Feltrinelli 2022

### Audiolibri
- L'ultimo arrivato, Audible 2018, letto da Marco Balzano.
- Resto qui, Audible , Audible 2019, letto da Viola Graziosi.
- I'm staying here, Storytel 2020, letto da Deirdra Whelan.
- Le parole sono importanti, Audible 2021, letto da Giuseppe Battiston, Claudio Bisio, Anna Bonaiuto, Iaia Forte, Fabrizio Gifuni, Luigi Lo Cascio, Neri Marcorè, Elena Radonicich, Vanessa Scalera, Giulio Scarpati.
- Wenn ich wiederkomme, Diogenes 2021, letto da Anna Schudt.
- Café Royal, Sagaegmont 2023, letto da Lino Guanciale.
- Cosa c'entra la felicità? Una parola e quattro storie, letto da Tommaso Ragno e Federica Fracassi, Feltrinelli 2024.
- Bambino, letto da Giorgio Marchesi, Emons 2024.
- Quando tornerò, letto da Barbora Bobuľová, Audible 2025.

## Riconoscimenti
- Premio Guido Gozzano 2007[7].
- Premio Letterario Corrado Alvaro, sez. Opera Prima 2010[8].
- Premio Flaiano per la narrativa 2014.
- Premio Campiello 2015.
- Premio Volponi 2015[9].
- Premio Biblioteche di Roma 2015[10].
- Finalista Premio Grinzane Cavour 2015.
- Premio Fenice-Europa 2015[11].
- Finalista Premio Strega 2018.
- Premio Letterario Elba 2018.
- Premio Dolomiti-Unesco 2018.
- Premio Viadana 2018.
- Premio Latisana 2018.
- Premio Asti Corte d'Appello 2019.
- Premio Minerva 2019.
- Premio Omegna - sez. Giovani 2019.
- Premio Leggimontagna 2019[12].
- Premio Mario Rigoni Stern 2019.
- Premio Bagutta 2019.
- Premio Ad alta voce 2019.
- Premio Città delle Rose 2019.
- Premio Moige 2020.
- Premio per la Cultura Mediterranea 2021.
- Premio Brianza 2021.
- Premio Clara Sereni - sez. Giuria popolare 2021.
- Premio Vallombrosa 2022
- Premio Friuli Venezia Giulia 2022
- Premio Caput Gauri 2022
- Premio Flaiano Poesia 2023